# Ixtle

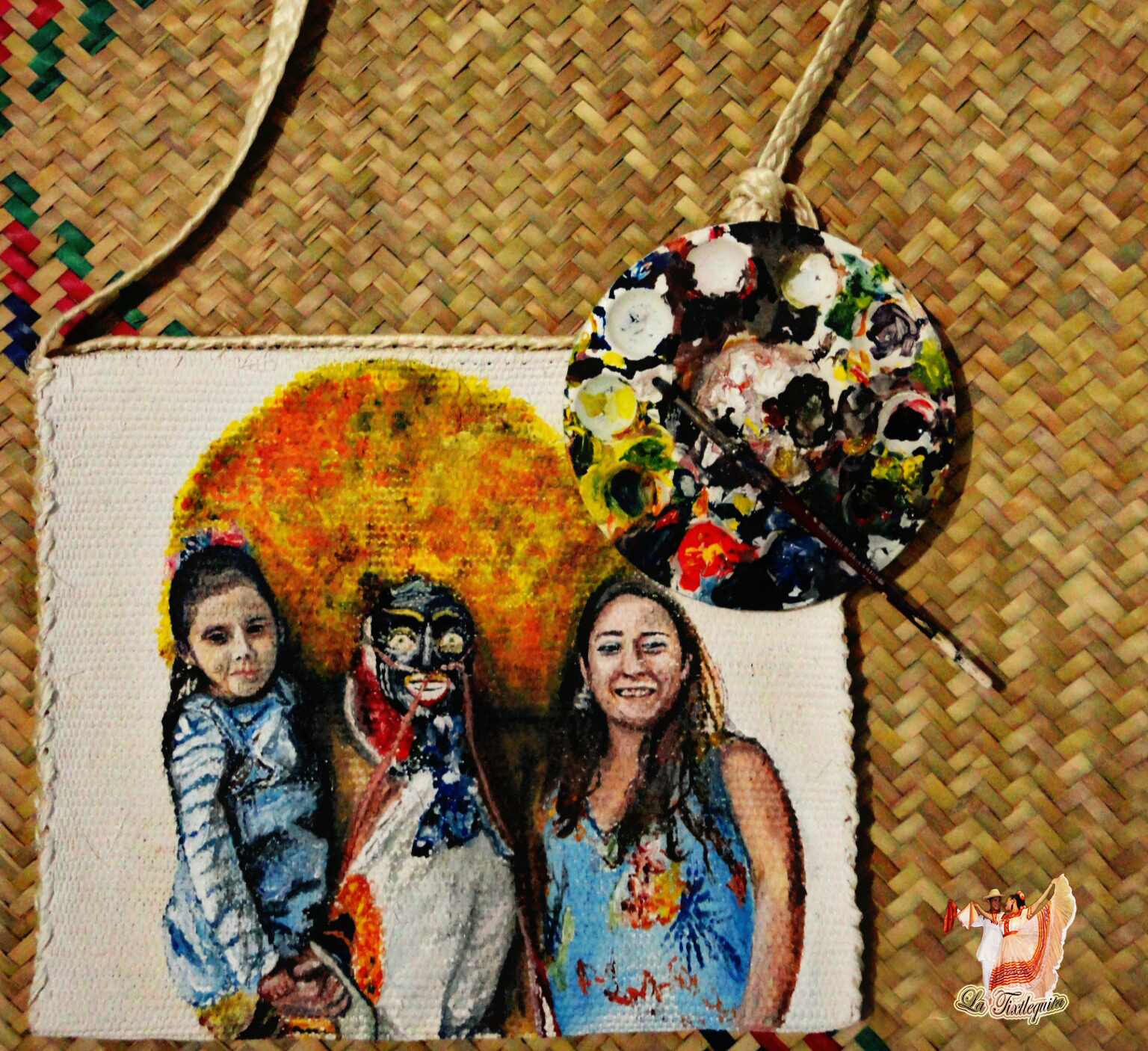
Morral de fibres de Ixtle pintat Artísticament

L'ixtle (del nàhuatl ichtli 'ixtle') és una fibra vegetal coneguda per la seva resistència, que ha estat usada a Mèxic des de temps antics, sent part fonamental de l'economia i de la cultura mexicana al llarg dels anys. Prové principalment de l'atzavara lechuguilla, planta coneguda per ser la més aprofitada dels temps antics, les seves fibres s'utilitzaven com a fibres tèxtils i les seves espines com a agulles.
A Mèxic l'explotació de les fibres dura de plantes silvestres com: lechuguilla, palmell, arrel de zacatón entre unes altres, proporciona una activitat a gran part del sector rural dels estats del nord, com són: Nou León, Sant Luis Potosí, Coahuila, Tamaulipas i Zacatecas. Els camperols d'aquestes zones normalment dediquen no més de cent dies a les tasques agrícoles, ja que la resta de l'any el clima no permet que aquesta activitat sigui rendible. A causa d'això, molts camperols es dediquen la resta de l'any a l'explotació d'aquestes fibres; fins i tot els habitants de les planes on no hi ha palmell i lechuguilla arriben a emigrar per llargs períodes a les regions muntanyenques, generalment durant el temps de seques, per dedicar-se a aquesta activitat.

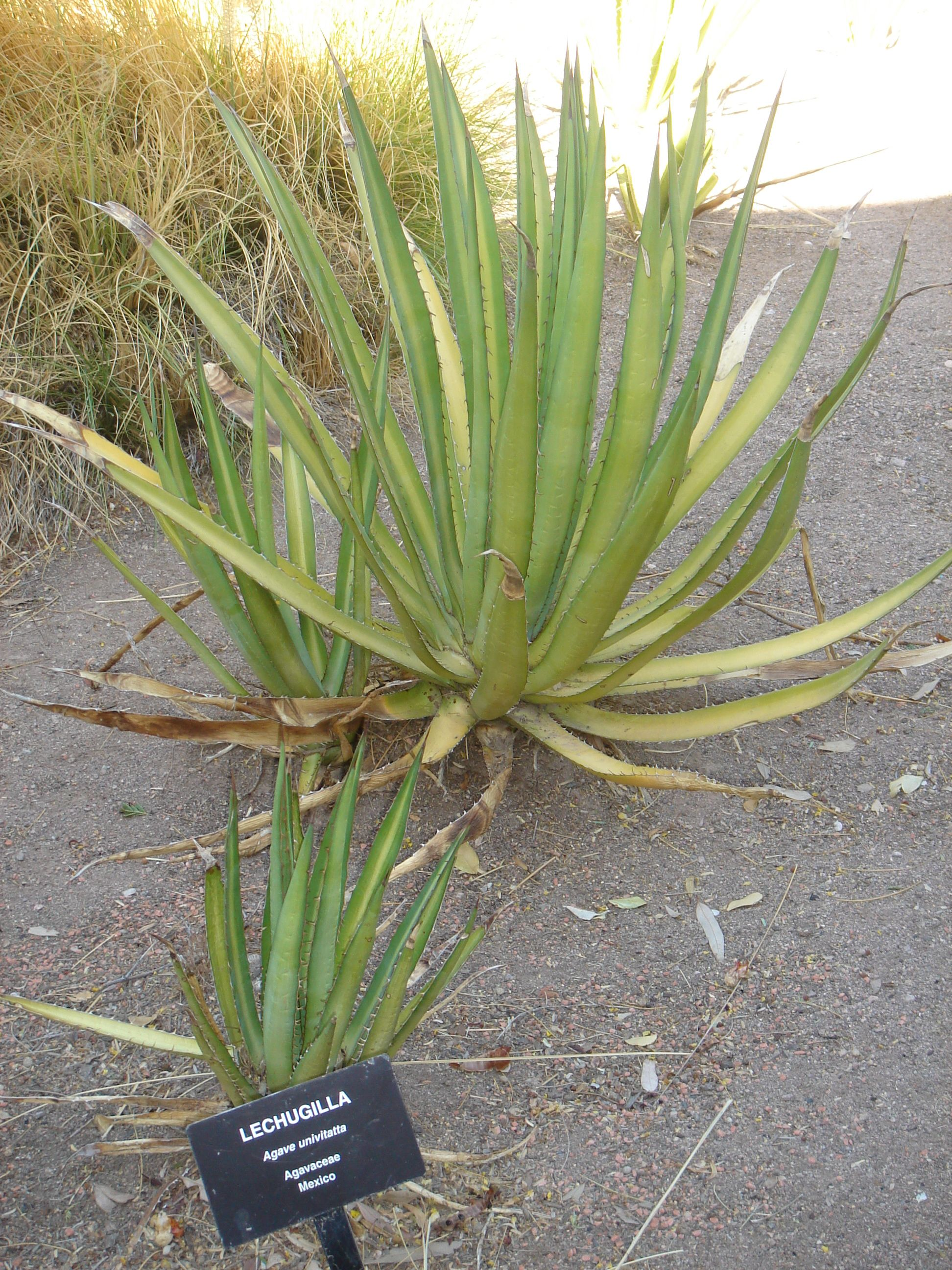
La lechugilla és l'atzavara d'on es treu una de les fibres del ixtle

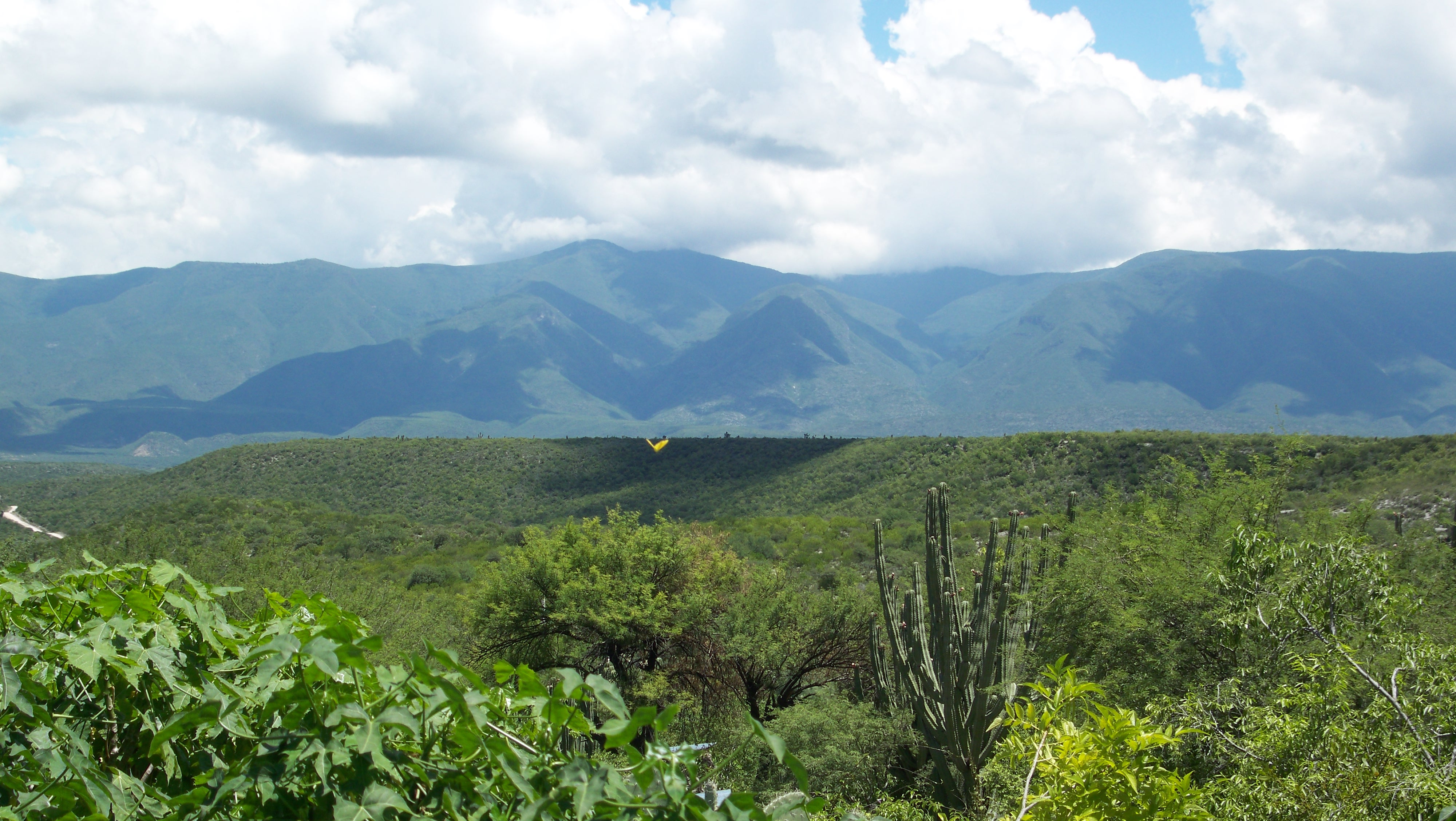
El Jaumave és l'atzavara que li dona el seu nom a la Independència, Jaumave, Tamaulipas i també s'usa per produir fibra d'ixtle

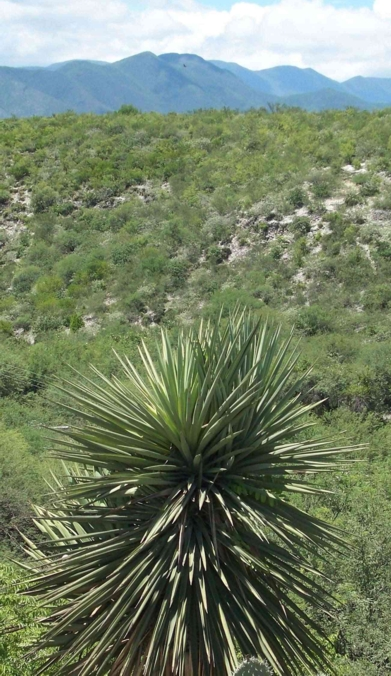
El palmell és gran productora d'ixtle

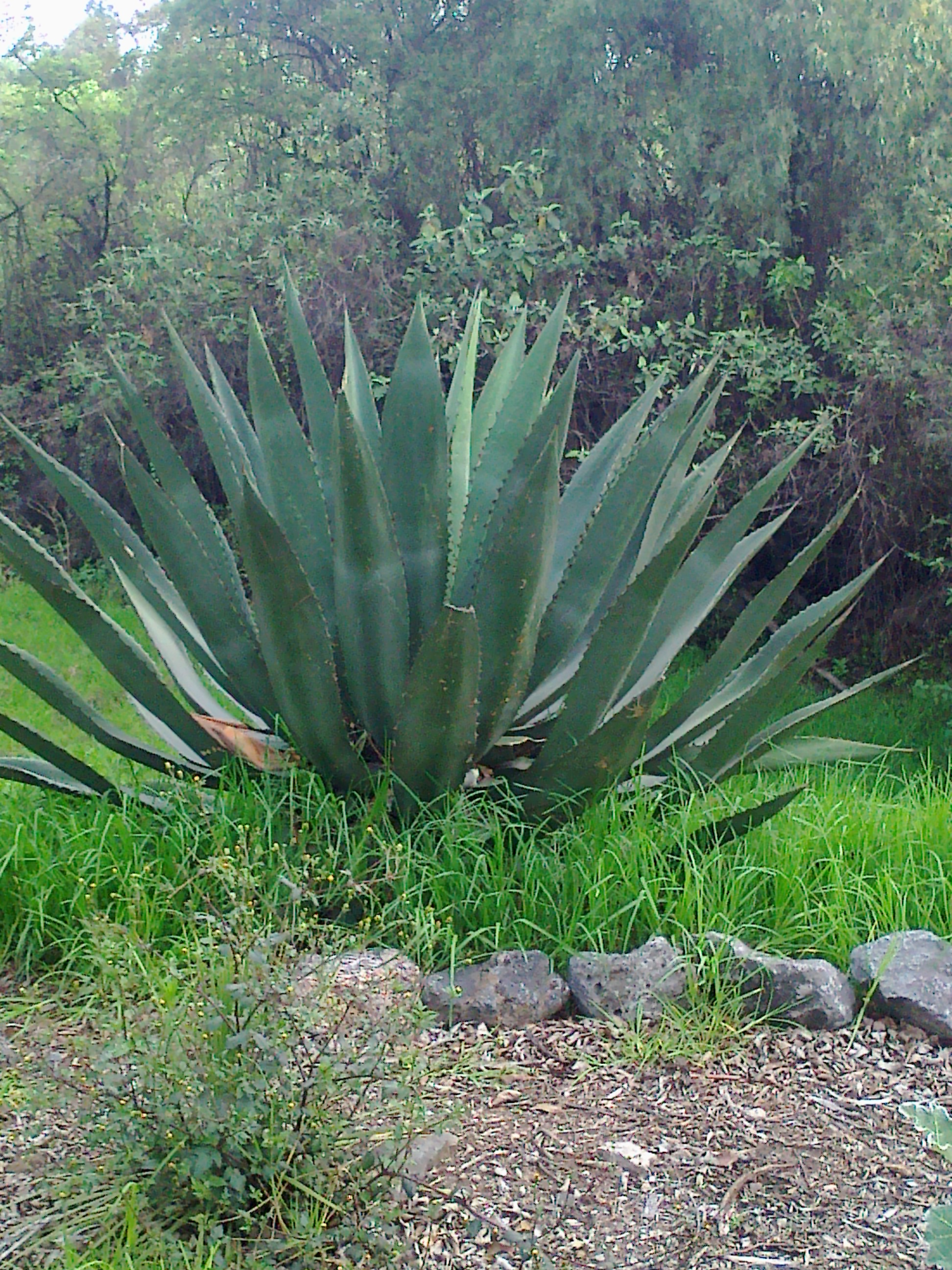
L'ixtle s'obté també del maguey

Hi ha diverses classes d'ixtle: el de lechuguilla, el jaumave, el de maguey i el de palmell. El primer és de fibra llarga i blanca; el segon és de fibra encara més llarga i més blanca; el de maguey és també blanc i de fibra llarga i finalment, el de palmell, és de fibra dura, curta i groguenca. En alguns llocs se li anomena pita.

## Obtenció
L'ixtle s'obté de les fulles centrals de l'atzavara lechuguilla usant el següent mètode: primer els “talladores” recol·lecten els cabdells -que són les fulles centrals de l'atzavara-, en segon lloc aquests són tallats, antigament es tallaven amb un os afilat o es copejaven les fulles contra roques per així obtenir la fibra. Quan es té la fibra, aquesta és posada a assecar al sol durant uns dies, una vegada que està seca és transportada a les agències recaptadores per a la seva classificació, després es distribueix a les unitats fabrils per ser industrialitzada i introduir-se al mercat.
La industrialització es realitza de la següent manera; s'inicia classificant i seleccionant manualment la fibra prenent en compte la seva longitud i espessor, pas seguit es rastella per ser tractada industrialment. Després se li tallen els "caps" i "puntes", d'aquesta manera s'obtenen fibres de la mateixa longitud, posteriorment és pentinada superficialment per màquines que la deixen suau i llisa, es finalitza empacant-la en tubs de paper que després són tallats i empacats generalment en caixes.

## Usos
L'ixtle és utilitzat en la manufactura de raspalls i brotxes per a usos industrials i domèstics, com que no produeix electricitat estàtica evita l'adhesió de la pols, la qual cosa ho fa millor que altres fibres dures, a més és extremadament fort, durable i resistent. També és utilitzat com a farciment de tapisseria o de coixins, per elaborar tapets, mecates, costals, morrals, etc. Abans de la generalització de les fibres artificials, les colorides borses d'ixtle eren comunes als mercats. Un altre producte significatiu en la història de Mèxic són els cinturons pitejats. No se sap amb certesa quan sorgeix aquesta tècnica de brodat, però se sospita que va ser a la fi del segle xix. Aquests cinturons són part fonamental del vestuari dels charros mexicans; els cinturons pitejats són especials pels intricats teixits que es fan amb fil de pita sobre cuir, actualment aquests cinturons són considerats artesanies i poden ser extremadament costosos.

## Història

### Temps antics i la conquesta
Les fibres de major ús en l'època prehispànica van ser les vegetals, encara que també ho van ser (a manera d'ornamentació), plomes, pèl de conill, pells, petxines i fils de plata i or. Les fibres dures, com el henequén i l'ixtle, van ser les primeres a ser utilitzades per les mans prehispàniques.
L'ixtle era obtingut principalment pels nadius de l'època prehispànica pertanyents a les regions d'Aridoamèrica (actuals estats de Coahuila, Nou León, Durango i Tamaulipas entre uns altres) i algunes de Mesoamèrica (Oaxaca, Guerrero) encara que en aquest últim no era de l'atzavara lechuguilla.
La gran majoria dels indígenes usaven l'ixtle per teixir roba, xarxes de pesca i ayates (utilitzats per a carregar nens petits), mecapales (usats per a transportar càrregues majors), fer ventalls, cordes, canyes de pescar, borses, sandàlies, huaraches, fil i cordes per a instruments musicals.
Les mantes, els huipiles i les faldilles eren tributades pels mazahuas al centre de Mèxic, segons el Còdex Mendocino i la Matrícula de tributs es tributaven al voltant de 8,000 mantes. Es pensa que per ser major la població abans de l'arribada dels espanyols aquests nombres no eren tan absurds.
Els senyors de la Triple Aliança estaven interessats en obtenir aquests tèxtils més que per la seva funció monetària: com a instruments en cerimònies i fins i tot com a repte de guerra.
Les dones van exercir un paper molt important en la producció tèxtil d'aquestes èpoques, a les nenes se'ls ensenyava l'art de teixir des de molt petites: aquest procés anava acompanyat d'una disciplina molt rígida i eren sovint castigades. Les dones que més es distingeixen en l'art de teixir el cotó i l'ixtle són les mazahuas.
Segons el tipus de teixit era l'ús que se'ls donava als tèxtils d'ixtle; els ocuiltecayo ichtimaltli només podien ser utilitzades pels pipiltin i, fins i tot, s'esmenta que Cuauhtémoc n'utilitzava un al moment de rendir-se davant Hernán Cortés, encara que podia ser una peça molt fina també les tilmas dels macehuales i del poble en general estaven fetes d'ixtle.
La regió de la Chinantla en l'estat d'Oaxaca va ser una de les seus principals de la nova i florent indústria de l'ixtle en l'època pre-colonial (i ho seria fins al segle XX). Informes que daten de l'època de la conquesta ens diuen que la fibra produïda en el Bosc de la Chinantla va ser valorada i comprada en ciutats tan distants com Veracruz.

### De l'època colonial alseglexix
En aquesta època es va donar la unió de l'espanyol amb l'indígena i el naixement de l'agricultura mexicana, gairebé tot l'equip utilitzat per a aquest fi s'elaborava amb fusta, cuir, ixtle zalea palmell i vares per fer canastres.
El 1889, a l'exposició de París, es va exhibir la fibra de "pita", cridant poderosament l'atenció per l'excel·lència de les seves qualitats com el són la seva finura, color, llustre i resistència, sobrepassant a les altres fibres que es van presentar en aquesta exposició.
La història de l'ixtle se segueix desenvolupant durant aquesta època gràcies a la seva fama com a fibra d'alta qualitat, la resistència de l'ixtle a l'aigua salada va ser una qualitat summament útil per als marins europeus, que la van utilitzar per fer les cordes i caps dels seus vaixells.
La indústria de l'ixtle va arribar a ser tan important que a la fi del segle xviii Acayucan, Veracruz produïa de 500,000 a 600,000 pesos fent-lo un dels productes més forts de Veracruz. L'ixtle es comercialitzava gairebé en la seva forma bruta.
El 1856, després de la victòria dels liberals, es va obrir el mercat mexicà i es va implementar una reforma que va donar fi al proteccionisme dels anys vint. L'auge que fins ara havien tingut les fibres mexicanes es va veure afectat a causa de la introducció de cotó estranger, que era considerablement més barat, i a la disminució de les fulles per a exportació dels cultius de Chinantla i de Veracruz; això va provocar que la planta s'extragués de poblacions silvestres que abundaven en aquestes zones.
No obstant això, les adversitats l'exportació de l'ixtle va seguir sent font d'ingressos en ciutats tan importants com Saltillo i Veracruz que van continuar exportant ixtle als Estats Units.
Es considera que 1905 va ser l'any en el qual la producció i comercialització de l'ixtle va aconseguir el seu cim a escala nacional.

### Ixtle al segle XX fins a la segona dècada del segle XXI
Durant el Porfiriato, la participació dels Estats Units en el comerç amb Mèxic va ser cada vegada major, el comerç va créixer més cap al costat de l'exportació de matèries primeres. L'ixtle exportat en aquesta època prové principalment del centre i nord del país.
No obstant això, el creixent auge del henequén com a fibra més preuada per a l'exportació orilló al ixtle a un segon pla, ja que el henequén va poder explotar-se de manera més efectiva gràcies a la invenció d'una màquina que desfibrava les seves penques, al fet que els hisendats yucatecos gairebé van monopolitzar la producció del henequén i pel treball gairebé esclavitzat dels mayes de Yucatán.
A Saltillo, el 25 de maig de 1932, es crea la Confederació Nacional de Cooperatives Ixtleres, aquesta Confederació tenia com a propòsit protegir als qui treballaven en la indústria de l'ixtle però no va arribar a aconseguir l'èxit esperat.
A principis de la dècada de 1970 els principals focus comercials d'ixtle són només una petita porció de locals comercials que encara ho usaven per al brodat i elaboració d'articles de marroquineria i talabarderia o Art Piteado que s'emprava en treballs des de l'època colonial i que seguien sent exportats a Europa.
Es va creure que la fi de l'ixtle succeiria aviat, però amb l'arribada de l'escalfament global l'ús de materials sintètics ha estat fortament criticat; el que ha obligat a les empreses a tornar a materials més naturals donant-li a l'ixtle una segona oportunitat.

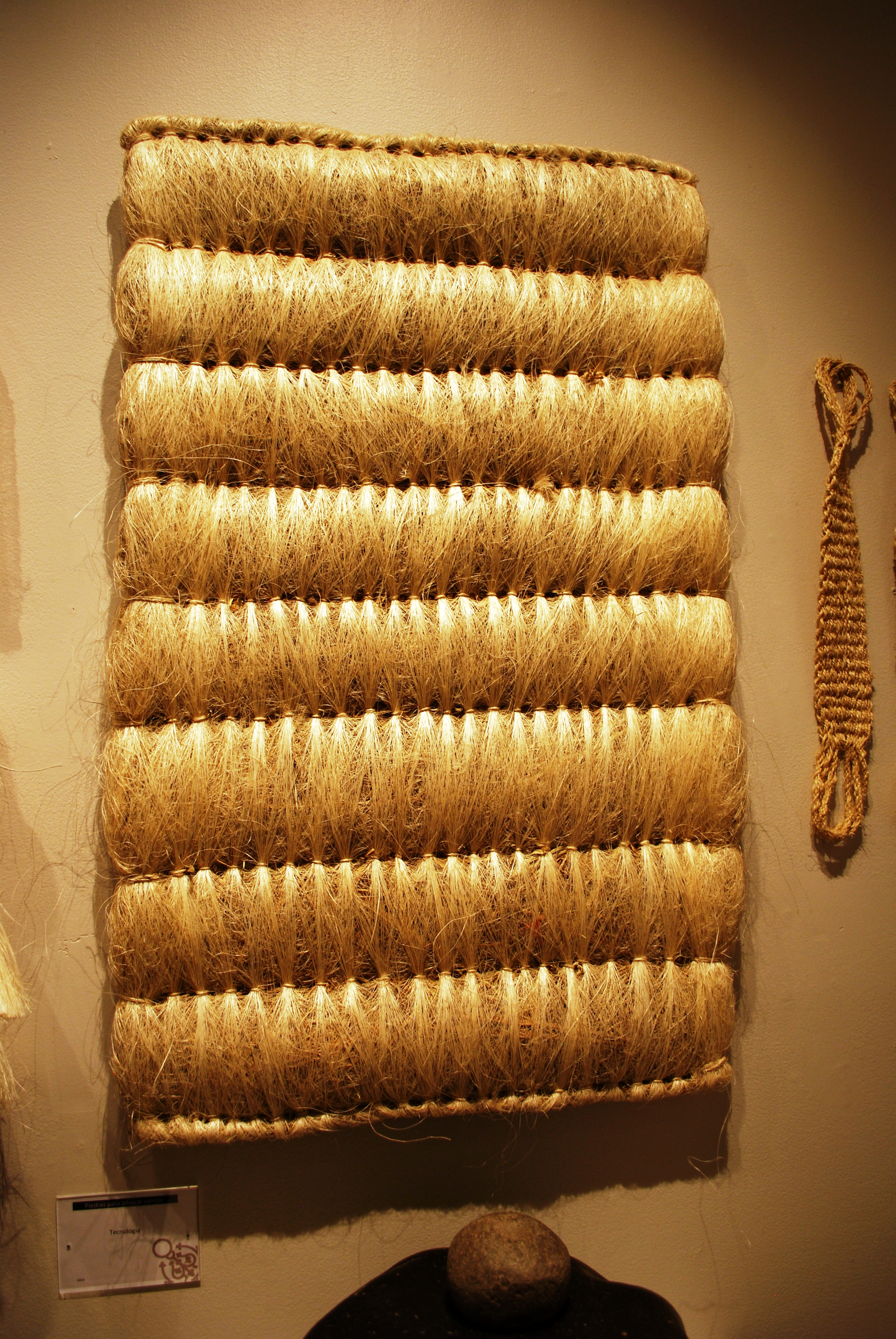
Fibres d'ixtle
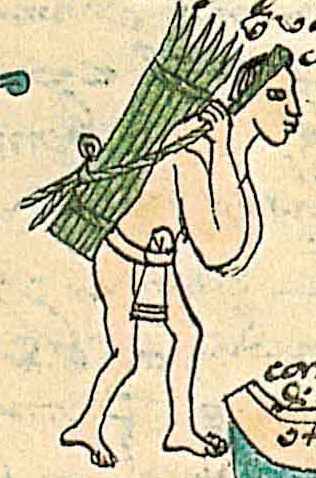
Mecapal al front, càrrega a l'esquena. Códice Mendocino
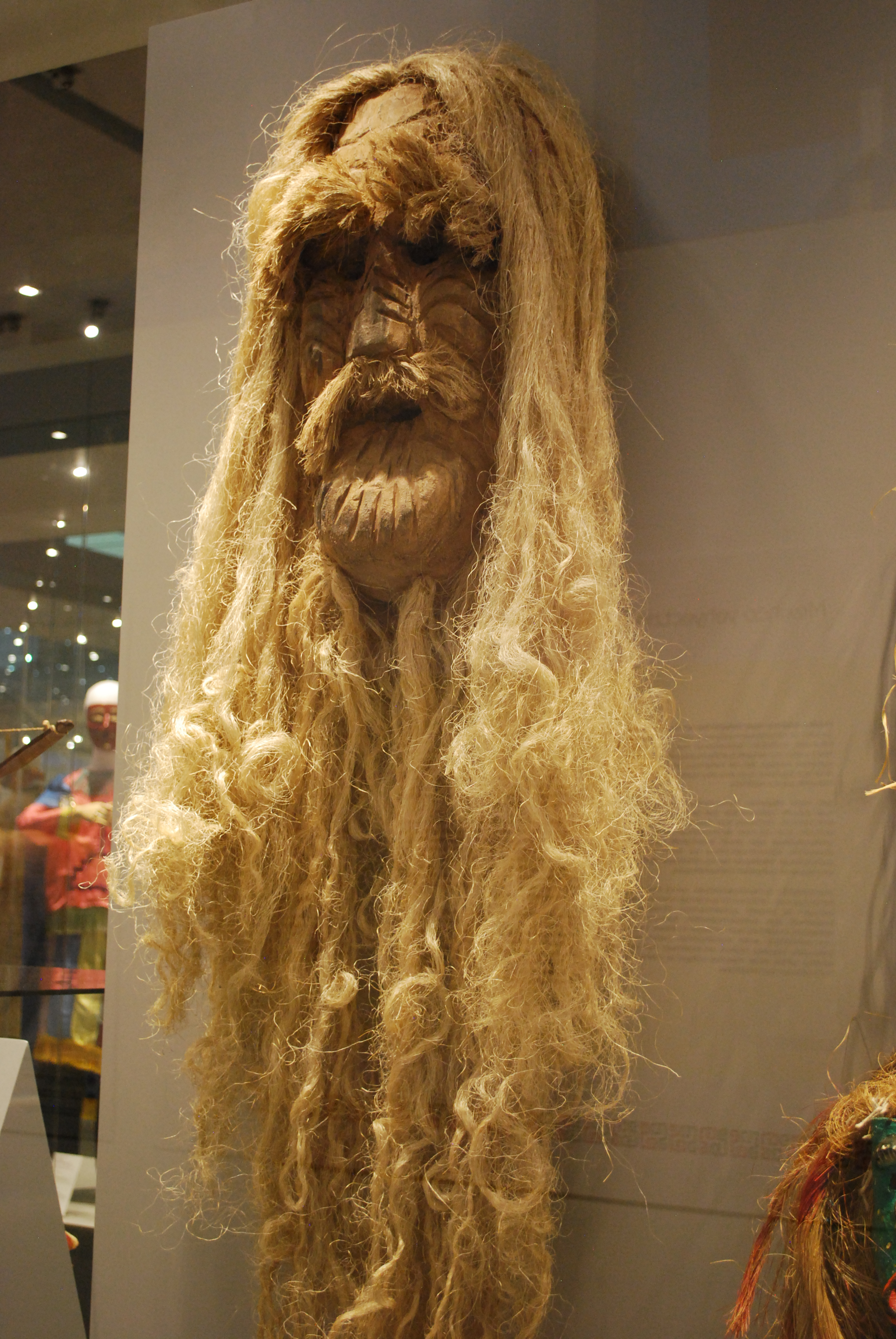
Màscara mazahua
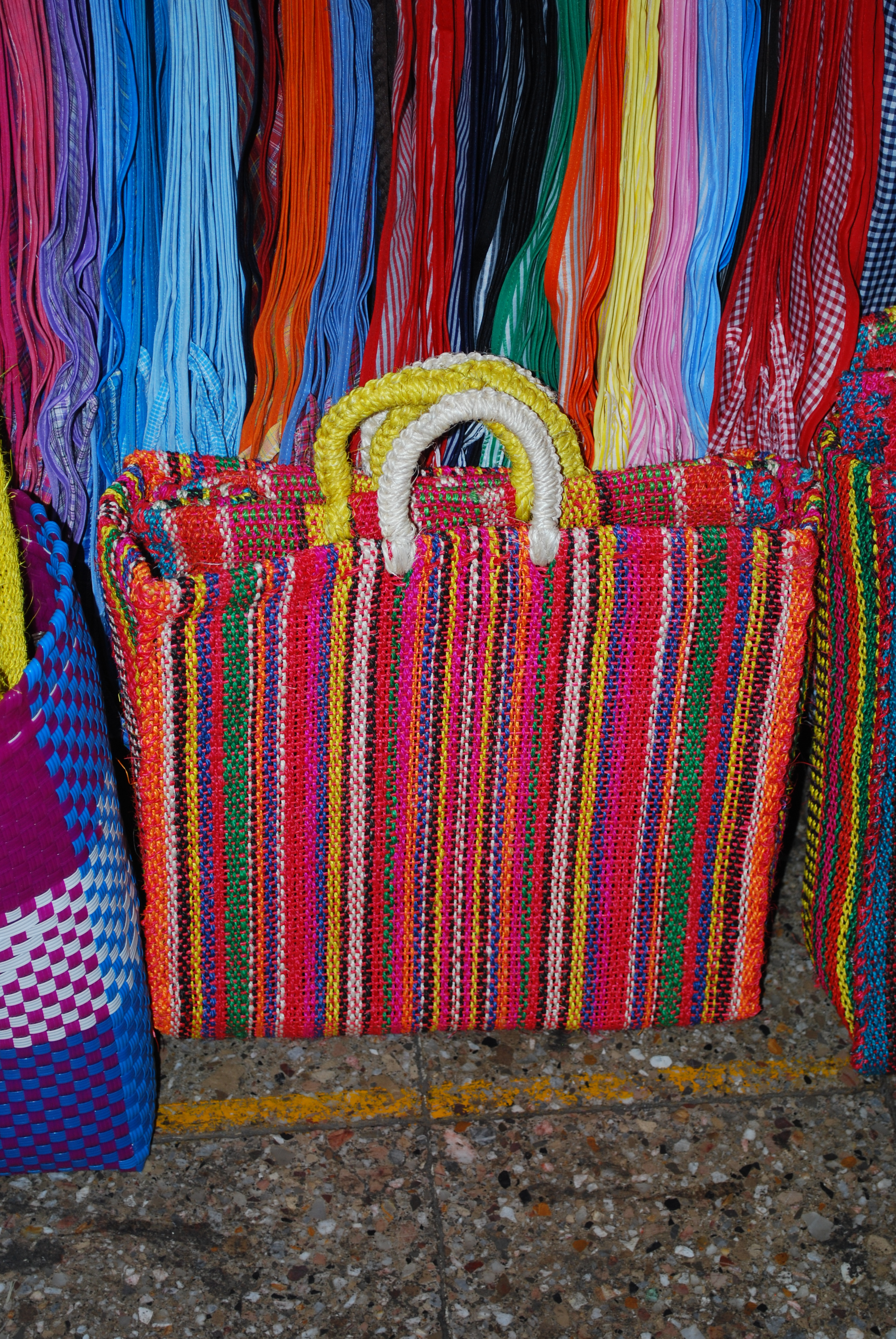
Bolsa tradicional
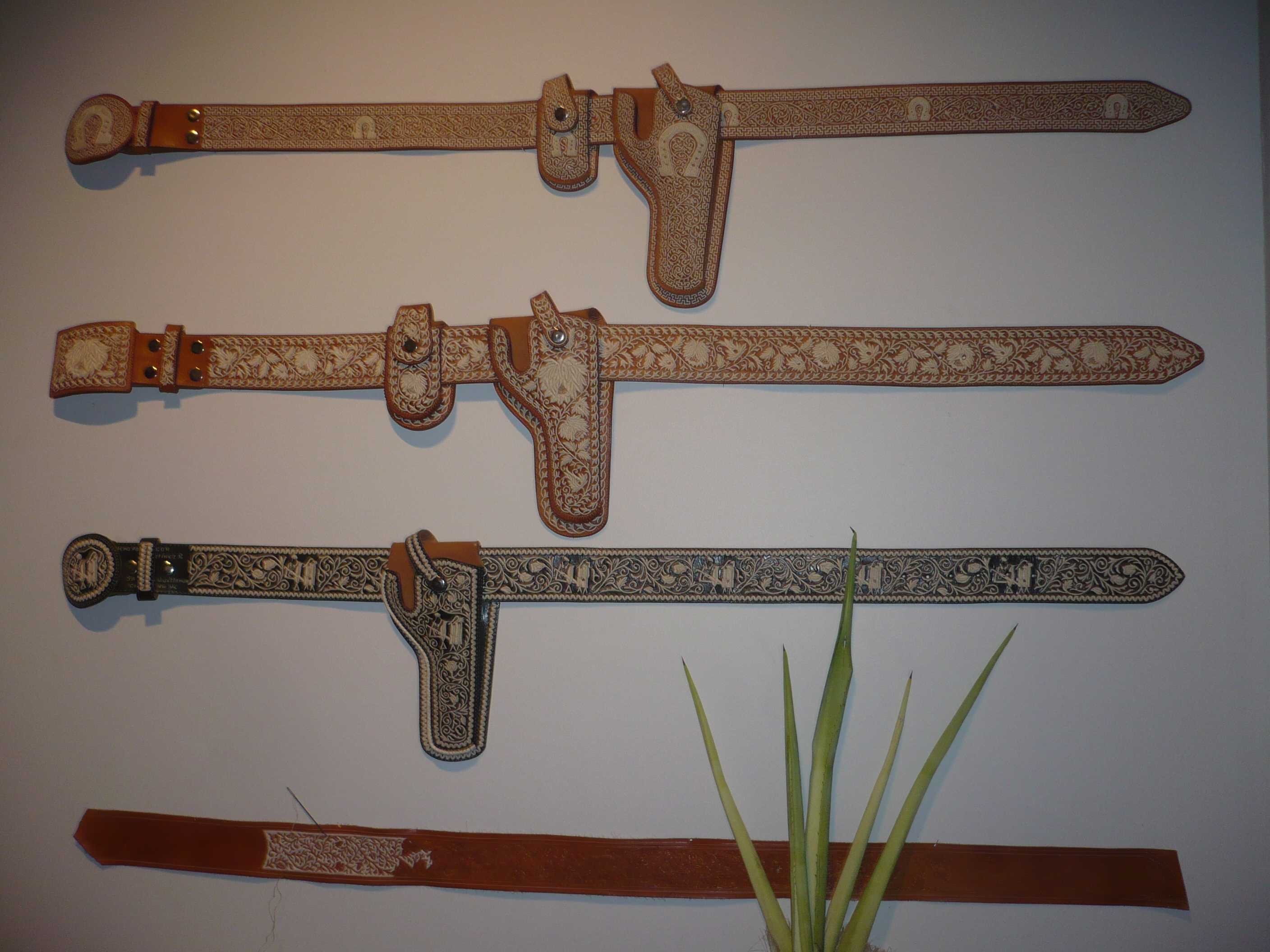
El cinturó és d'art pitejat, és a dir, cuir amb pita o ixtle
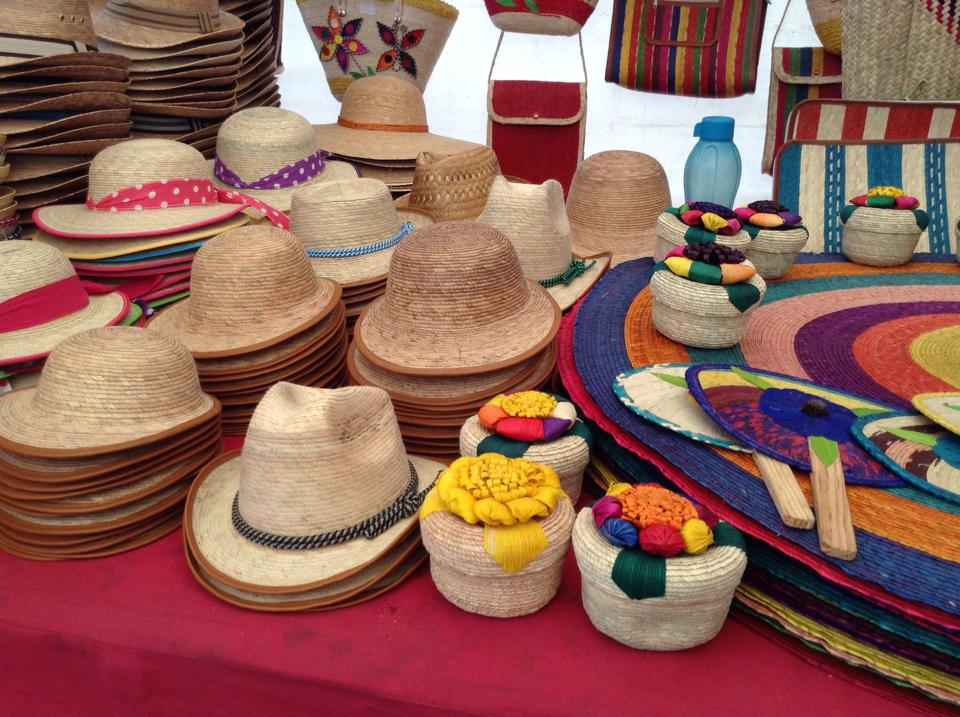
Barrets i altres artesanies de palma o ixtle
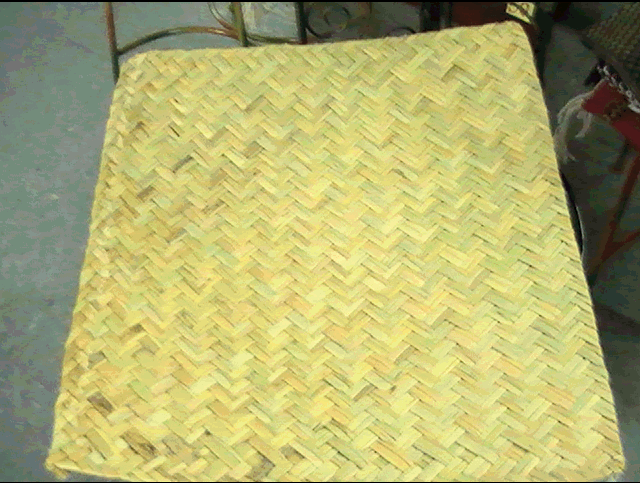
Petate
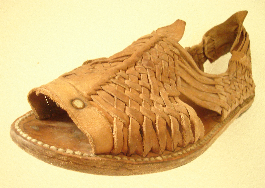
Huarache